# Curling-Weltmeisterschaft der Herren 1996

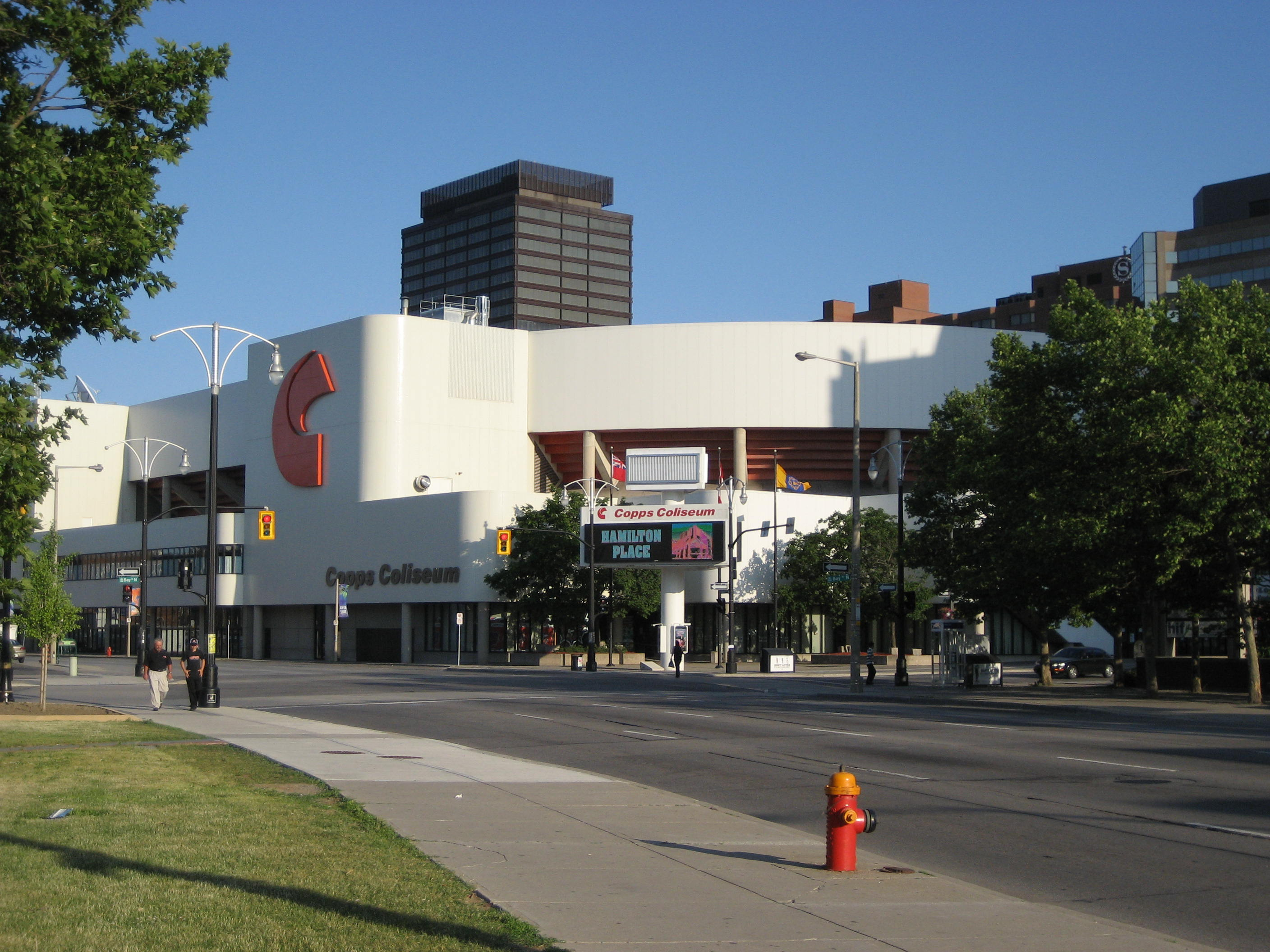
Das Copps Coliseum in Hamilton.

Die Curling-Weltmeisterschaft der Herren 1996 (offiziell: Ford World Men’s Curling Championship 1996) war die 38. Austragung (inklusive Scotch Cup) der Welttitelkämpfe im Curling der Herren. Sie wurde vom 23. bis 31. März des Jahres in der kanadischen Stadt Hamilton, Ontario, im Copps Coliseum veranstaltet. 
Die Curling-Weltmeisterschaft der Herren wurde in einem Rundenturnier (Round Robin) zwischen den Mannschaften aus Schottland, Kanada, den Vereinigten Staaten, Deutschland, Schweden, Australien, der Schweiz, England, Norwegen und Italien ausgespielt. 
Die Spiele wurden auf zehn Ends angesetzt.
Zum fünften Mal in den letzten sieben Jahren hießen die Finalgegner Kanada und Schottland. Die gastgebenden Kanadier konnten im Endspiel mit 6:2 Steinen nach neun Ends ihren 24. Weltmeistertitel erringen. Im Spiel um die Bronzemedaille waren die Schweizer mit einem 9:6 gegen Norwegen erfolgreich. 

## Teilnehmende Nationen
| Australien | Deutschland | England | Italien | Kanada |
| --- | --- | --- | --- | --- |
| Sydney Harbour CC, Sydney Skip: Hugh Millikin Third: Stephen Johns Second: Gerald Chick Lead: Andy Campbell Ersatz: Stephen Hewitt | CC Hamburg, Hamburg Skip: Johnny Jahr Third: Sven Goldemann Second: Andreas Feldenkirchen Lead: Till Thomsen Ersatz: Dirk Hornung | Wigan & Haigh CC, Wigan Skip: Alistair Burns Third: Andrew Hemming Second: Neil Hardie Lead: Stephen Watt Ersatz: Phil Atherton Trainer: Stephen Hinds | Auros CC, Auronzo Skip: Claudio Pescia Third: Gian Paolo Zandegiacomo Second: Valter Bombassei Lead: Diego Bombassei Ersatz: Davide Zandiegiacomo  | Charleswood CC, Winnipeg, MB Skip: Jeff Stoughton Third: Ken Tresoor Second: Garry Vandenberghe Lead: Steve Gould Ersatz: Darryl Gunnlaugson |
| Norwegen | Schottland | Schweden | Schweiz | Vereinigte Staaten |
| Snarøen CC, Oslo Skip: Eigil Ramsfjell Third: Anthon Grimsmo Second: Jan Thoresen Lead: Tore Torvbråten Ersatz: Sjur Loen          | Airleywight CC, Perth Skip: Warwick Smith Third: David Smith Second: Peter Smith Lead: David Hay Ersatz: Richard Dickson          | Sollefteå CK, Sollefteå Skip: Mikael Hasselborg Third: Stefan Hasselborg Second: Hans Nordin Lead: Peter Eriksson Ersatz: Lars-Åke Nordström           | Lausanne-Olympique CC, Lausanne Skip: Patrick Hürlimann Third: Patrik Lörtscher Second: Daniel Gutknecht Lead: Diego Perren Ersatz: Stephan Keiser | Superior CC, Superior, WI Skip: Tim Somerville Third: Mike Schneeberger Second: Myles Brundidge Lead: John Gordon Ersatz: Donald Jr. Barcome |

## Tabelle der Round Robin
| Schlüssel | Schlüssel                      |
| --------- | ------------------------------ |
|           | Qualifiziert für die Play-offs |
|           | Tie-Breaker                    |

| Platz | Team               | Spiele | Siege | Ndlg. |
| ----- | ------------------ | ------ | ----- | ----- |
| 1.    | Kanada             | 9      | 8     | 1     |
| 2.    | Schottland         | 9      | 7     | 2     |
| 3.    | Schweiz            | 9      | 6     | 3     |
| 4.    | Norwegen           | 9      | 4     | 5     |
| 5.    | Schweden           | 9      | 4     | 5     |
| 6.    | England            | 9      | 4     | 5     |
| 7.    | Vereinigte Staaten | 9      | 4     | 5     |
| 8.    | Italien            | 9      | 3     | 6     |
| 9.    | Deutschland        | 9      | 3     | 6     |
| 10.   | Australien         | 9      | 2     | 7     |

## Ergebnisse der Round Robin

### Runde 1
| Schweden | Norwegen |
| 5        | 8        |

| Schweiz | Schottland |
| 4       | 6          |

| Deutschland | Italien |
| 7           | 8       |

| England | Australien |
| 9       | 2          |

| Vereinigte Staaten | Kanada |
| 7                  | 9      |

### Runde 2
| Australien | Schottland |
| 6          | 9          |

| Kanada | Deutschland |
| 8      | 4           |

| Schweden | Schweiz |
| 2        | 5       |

| Italien | Vereinigte Staaten |
| 8       | 10                 |

| Norwegen | England |
| 6        | 5       |

### Runde 3
| Deutschland | Schweden |
| 10          | 3        |

| Italien | England |
| 8       | 6       |

| Schottland | Vereinigte Staaten |
| 1          | 10                 |

| Kanada | Norwegen |
| 6      | 5        |

| Schweiz | Australien |
| 12      | 5          |

### Runde 4
| Norwegen | Schweiz |
| 6        | 7       |

| Vereinigte Staaten | Schweden |
| 5                  | 8        |

| Australien | Kanada |
| 5          | 11     |

| Schottland | Italien |
| 10         | 5       |

| England | Deutschland |
| 8       | 6           |

### Runde 5
| Italien | Kanada |
| 5       | 7      |

| England | Schweiz |
| 7       | 6       |

| Vereinigte Staaten | Deutschland |
| 7                  | 9           |

| Australien | Schweden |
| 2          | 7        |

| Schottland | Norwegen |
| 9          | 6        |

### Runde 6
| Vereinigte Staaten | Australien |
| 10                 | 3          |

| Schottland | Kanada |
| 3          | 4      |

| England | Schweden |
| 8       | 11       |

| Norwegen | Deutschland |
| 7        | 5           |

| Italien | Schweiz |
| 8       | 9       |

### Runde 7
| Schottland | England |
| 6          | 4       |

| Deutschland | Australien |
| 4           | 10         |

| Italien | Norwegen |
| 1       | 9        |

| Vereinigte Staaten | Schweiz |
| 4                  | 6       |

| Kanada | Schweden |
| 7      | 5        |

### Runde 8
| Schweiz | Deutschland |
| 6       | 9           |

| Norwegen | Vereinigte Staaten |
| 8        | 10                 |

| Kanada | England |
| 6      | 5       |

| Schweden | Schottland |
| 5        | 14         |

| Australien | Italien |
| 6          | 9       |

### Runde 9
| England | Vereinigte Staaten |
| 5       | 4                  |

| Schweden | Italien |
| 8        | 6       |

| Norwegen | Australien |
| 6        | 9          |

| Schweiz | Kanada |
| 7       | 6      |

| Deutschland | Schottland |
| 4           | 6          |

## Tie-Breaker
Die punktgleichen Mannschaften aus England, Norwegen, den Vereinigten Staaten und Schweden spielten den letzten offenen Platz für das Halbfinale aus.

### Runde 1
| Vereinigte Staaten | Norwegen |
| 3                  | 9        |

| Schweden | England |
| 5        | 4       |

### Runde 2
| Schweden | Norwegen |
| 3        | 9        |

## Play-off

### Turnierbaum
|  | Halbfinale | Halbfinale | Halbfinale |                  |  | Finale | Finale     | Finale |
|  |            |            |            |                  |  |        |            |        |
|  |            |            |            |                  |  |        |            |        |
|  | 1          | Kanada     | 7          |                  |  |        |            |        |
|  | 4          | Norwegen   | 1          |                  |  | 1      | Kanada     | 6      |
|  |            |            |            |                  |  | 2      | Schottland | 2      |
|  |            |            |            |                  |  |        |            |        |
|  |            |            |            | Spiel um Platz 3 |  |        |            |        |
|  | 2          | Schottland | 5          |                  |  |        |            |        |
|  | 3          | Schweiz    | 4          |                  |  | 4      | Norwegen   | 6      |
|  |            |            |            |                  |  | 3      | Schweiz    | 9      |
|  |            |            |            |                  |  |        |            |        |

### Halbfinale
| Norwegen | Kanada |
| 1        | 7      |

| Schweiz | Schottland |
| 4       | 5          |

### Spiel um die Bronzemedaille
| Norwegen | Schweiz |
| 6        | 9       |

### Finale
| Team       |  | 1 | 2 | 3 | 4 | 5 | 6 | 7 | 8 | 9 | 10 | Gesamt |
| ---------- |  | - | - | - | - | - | - | - | - | - | -- | ------ |
| Kanada     |  | 0 | 1 | 0 | 0 | 2 | 0 | 2 | 0 | 1 | X  | 6      |
| Schottland |  | 0 | 0 | 1 | 0 | 0 | 1 | 0 | 0 | 0 | X  | 2      |

## Endstand
| Platz | Land               |
| ----- | ------------------ |
| 1     | Kanada             |
| 2     | Schottland         |
| 3     | Schweiz            |
| 4     | Norwegen           |
| 5     | Schweden           |
| 6     | England            |
| 7     | Vereinigte Staaten |
| 8     | Italien            |
| 9     | Deutschland        |
| 10    | Australien         |